# Temps libre

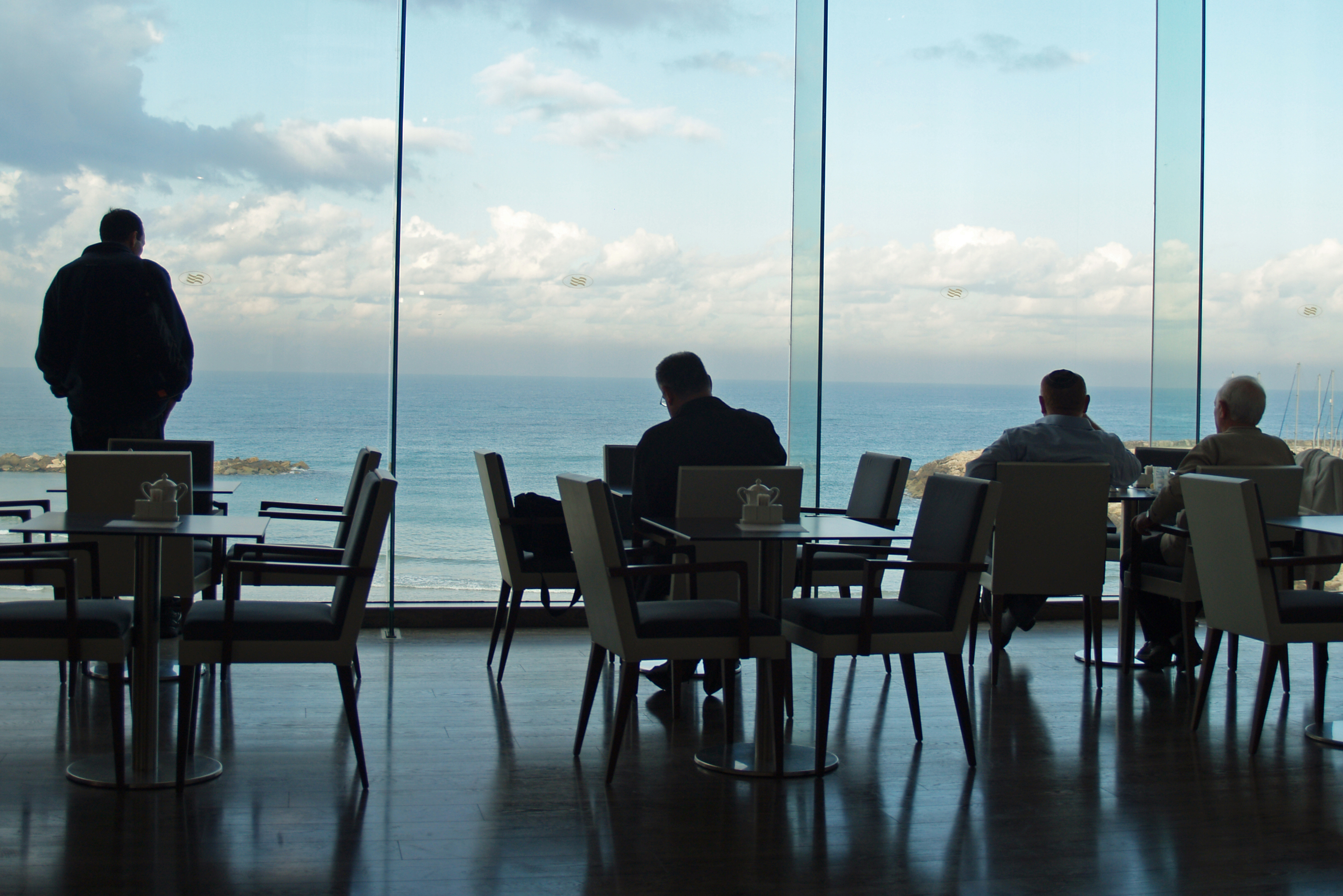
Un moment de temps libre dans un café de Tel Aviv donnant sur la Méditerranée.

Le temps libre est le temps dont dispose une personne en dehors des tâches, imposées, consenties ou volontaires mais obligatoires ou nécessaires pour sa vie ou sa survie au sein d'une société, comme la scolarité, les études, le travail, les activités sociales, l'éducation des enfants, les tâches ménagères, les déplacements, les repas ou le sommeil. 
Le choix d'une inactivité ou d'une activité durant ce temps libre, lorsqu'il en dispose, appartient en propre à l'individu mais est souvent guidé par la société dans laquelle il vit, société des loisirs, société de consommation, par des critères sociaux, ou par le choix des parents pour les enfants. 
La frontière entre temps libre et temps contraint n'est pas rigide : une activité professionnelle peut être vécue comme un long otium, une activité associative peut être considérée comme une obligation morale. Le temps libre pour une personne incarcérée est une curieuse antinomie. Le temps libre pour un enfant peut être d'un ennui mortel. Les bourreaux de travail qui ont une activité compulsive au détriment d'autres activités préfèrent travailler plutôt que de s'engager dans des activités de loisirs ou sociales. Les hommes ont généralement plus de temps libre que les femmes. En Europe et aux États-Unis, les hommes adultes ont généralement entre une et neuf heures hebdomadaires de temps libre de plus que les femmes.
Le temps libre varie d'une société à une autre. Les anthropologues ont découvert que les chasseurs-cueilleurs ont tendance à disposer de nettement plus de temps libre que les peuples des sociétés plus complexes. Des sociétés en bande comme les Shoshones du Grand Bassin sont apparus comme extraordinairement paresseux aux yeux des colonialistes européens. 
Pour certaines doctrines politiques le temps libre n'existe pas ou bien il est un leurre : pour l'internationale situationniste par exemple « Il n’y a pas de problème révolutionnaire des loisirs — du vide à combler — mais un problème du temps libre, de la liberté à plein temps. » Pour d'autres il s'agit de l'encadrer comme dans l'Italie fasciste où l'Œuvre nationale du temps libre se chargeait de « soigne[r] l'élévation morale et physique du peuple, à travers le sport, les excursions, le tourisme, l'éducation artistique, la culture populaire, l'assistance sociale, l'hygiène, la santé et le perfectionnement professionnel ». En France un ministère du Temps libre a brièvement existé entre 1981 et 1983.

## Temps libre et justice distributive
En philosophie, le temps libre est considéré comme un enjeu de justice distributive. Différentes perspectives investissent nouvellement ce domaine de recherche. Dans son ouvrage Free Time (2016), Julie Rose définit le temps libre comme le temps qui n’est pas investi à faire des activités nécessaires (travail rémunéré, travail de soin non rémunéré, et soins personnels). Il s’agit à ses yeux d’une ressource à laquelle tout le monde devrait avoir droit de manière équitable, car elle estime que le temps libre est nécessaire à la poursuite des visions individuelles de la vie bonne. Selon le principe de "liberté effective," nous ne pouvons pas exercer nos libertés fondamentales (par exemples nos libertés politiques) sans bénéficier de temps libre. Dans son article "Free Time Across Life Course," Malte Jauch (2023) prône pour sa part une meilleure répartition du temps libre à travers les différents stades de la vie individuelle. Dans leur ouvrage Discretionary Time (2008), Robert E. Goodin et al. suggèrent une approche centrée sur le concept d'"autonomie temporelle."

#### En français
- Jean-Miguel Pire, L'Otium du peuple. À la reconquête du temps libre, éditions Sciences Humaines, 2024, 83 p. (lire en ligne)

#### En anglais
- Peter Borsay, A History of Leisure: The British Experience since 1500, Palgrave Macmillan, 2006,  (ISBN 0-333-93082-7)
- Cross, Gary S. 2004. Encyclopedia of recreation and leisure in America. The Scribner American civilization series. Farmington Hills (Michigan), Charles Scribner's Sons.
- Harris, David. 2005. Key concepts in leisure studies. Londres, Sage.  (ISBN 0-7619-7057-6).
- Jenkins, John M., et J.J.J. Pigram. 2003. Encyclopedia of leisure and outdoor recreation. Londres, Routledge.  (ISBN 0-415-25226-1).
- Poser, Stefan: Freizeit und Technik, European History Online, Institute of European History, 2011, consulté le 1er mars 2013.
- Rojek, Chris, Susan M. Shaw, et A.J. Veal (Eds.) (2006) A Handbook of Leisure Studies. Houndmills, RU, Palgrave Macmillan.  (ISBN 978-1-4039-0278-8).
- Huizinga, Johannes. Homo Ludens
- Grudin, Robert. Time and the Art of Living
- Pieper, Josef. Leisure, Basis of Culture
- Poser, Stefan: Leisure Time and Technology, European History Online, Mayence, Institute of European History, 2011, consulté le 25 octobre 2011.